# Nisien
Nisien, Nissyen – postać z mitologii walijskiej, syn Penarddun i Euroswydda, bliźniaczy brat Efnisiena. Pojawia się w opowieściach z tzw. "drugiej gałęzi" Mabinogionu, gdzie jako jego przyrodnie rodzeństwo wymieniani są również Bran Błogosławiony, Branwen oraz Manawydan. Spokojny i hojny, jest charakterologicznym przeciwieństwem swego mściwego brata Efnisiena.